# Asociación de críquet de mujeres
La Asociación de críquet de mujeres (WCA), el organismo rector del críquet femenino en Inglaterra desde su formación en 1926, era una organización exclusivamente femenina, dirigida por una junta exclusivamente femenina.

## Historia
El momento de Cricket llegó en octubre de 1926 cuando un grupo de jugadoras de hockey viajó a Colwall en Herefordshire para jugar unos días. Marjorie Pollard, quien escribió Cricket para mujeres y niñas (1934). La Asociación de Críquet de Mujeres - "para proporcionar instalaciones y reunir a aquellas mujeres y niñas que anteriormente habían tenido pocas oportunidades de jugar al cricket después de salir de la escuela". Se formaron clubes y asociaciones de condado, se jugaron partidos y una década más tarde había 105 clubes femeninos afiliados a la WCA.
El enfoque principal de la WCA fue el desarrollo del cricket femenino y enfatizó la formación de clubes en todo el país para aumentar la participación.
En 1998, la WCA entregó el funcionamiento del cricket femenino en Inglaterra a la Junta de Críquet de Inglaterra y Gales (ECB) y se disolvió.

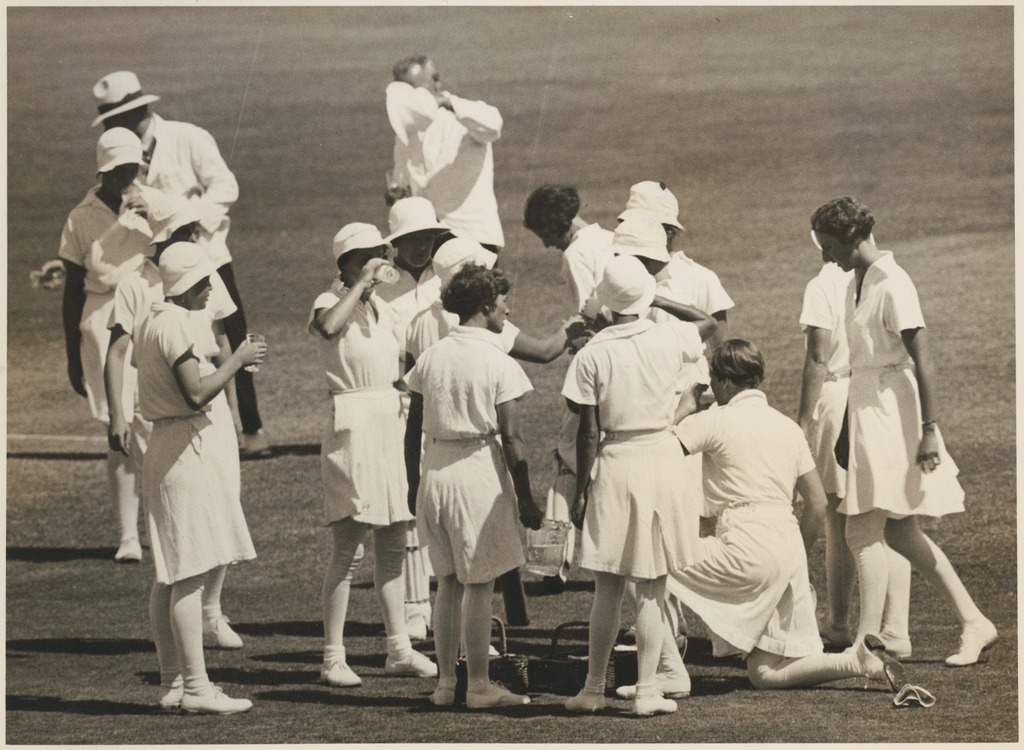
Durante 1934-35, el equipo de críquet femenino inglés se tomó un descanso para beber en el campo.